# Hl. Dreifaltigkeit (Wideregg)

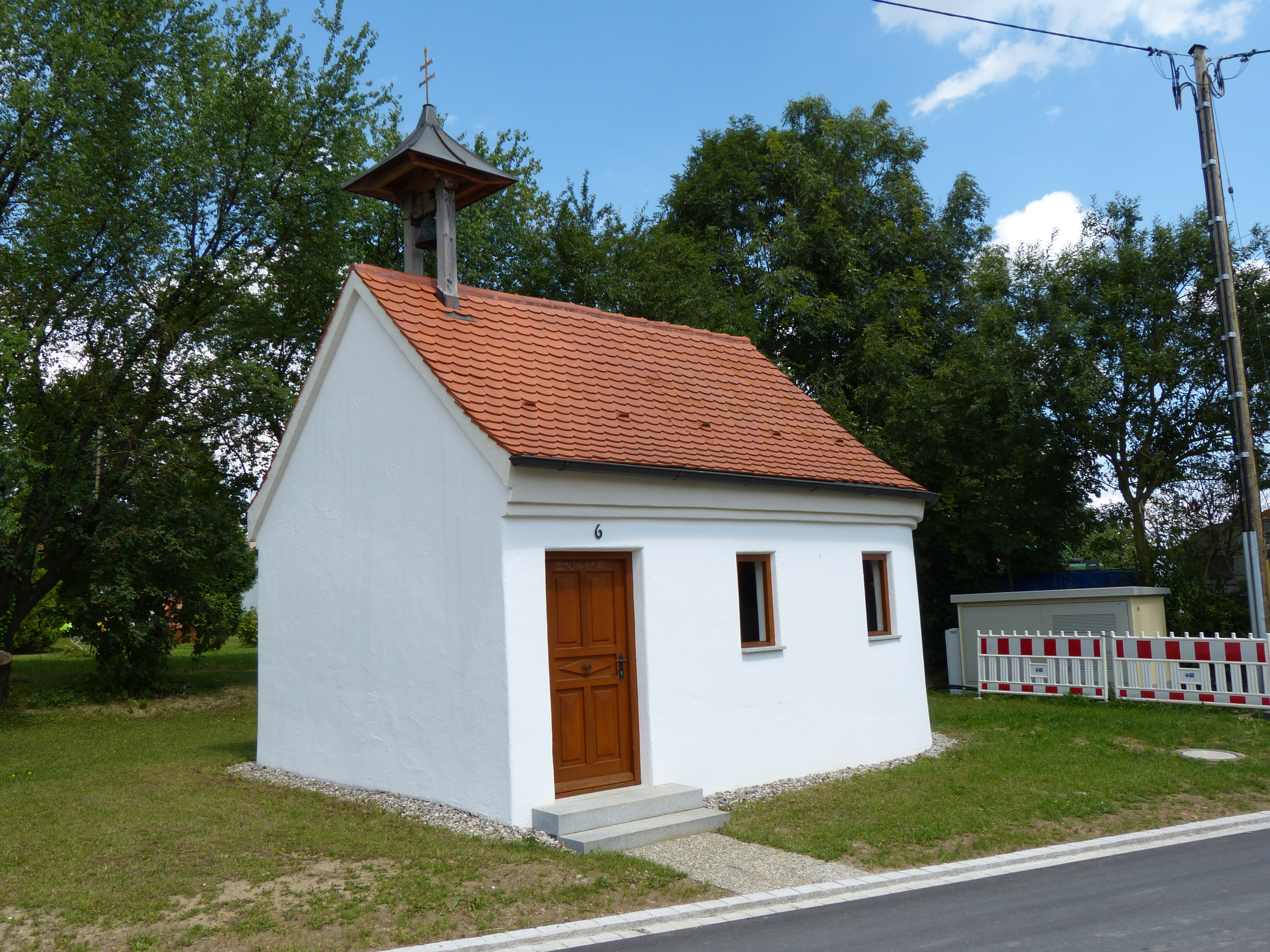
Hl. Dreifaltigkeit in Wideregg

Hl. Dreifaltigkeit ist eine römisch-katholische Kapelle im oberschwäbischen Wideregg, einem Ortsteil von Kammlach. Kirchlich gehörte der Weiler bis 1923 zur Stadtpfarrei St. Stephan in Mindelheim. Die Pfarrer kamen jedoch schon seit dem 17. Jahrhundert aus Oberkammlach. Die Kapelle stammt wohl aus dem 19. Jahrhundert und wurde 1948 bis 1949 umfassend restauriert.
Der niedrige flachgedeckte Bau besitzt einen halbrunden Schluss. Beiderseits befinden sich je zwei kleine Rechteckfenster. Am Westende der Südseite befindet sich eine Rechtecktür. Außen besitzt die Kapelle ein kräftiges, doppelt vorgekragtes Traufgesims. Am First befindet sich ein neuer hölzerner Glockenstuhl.
Der hölzerne, marmorierte Altar stammt vom Ende des 18. Jahrhunderts. Der Stipes ist sarkophagförmig, der Aufbau zweisäulig mit verkröpftem Gesims. Der Altar besitzt keinen Auszug. Das rechteckige Altarbild ist neueren Datums und zeigt in einem Rechteckfeld mit klassizistischem, geschupptem Rahmen die Dreifaltigkeit. Die Holzfiguren der Kapelle sind gefasst. Um 1500 wurden derb-volkstümliche Reliefstatuetten von Maria und Johannes der Evangelist geschaffen. Das Vortragekreuz mit einem kleinen Corpus stammt aus der Zeit um 1800. Aus der zweiten Hälfte des 18. Jahrhunderts stammt eine kleine Mater Dolorosa. Ein heiliger Sebastian stammt aus dem 17. oder 18., ein Arma-Christi-Kreuz aus dem 19. Jahrhundert.

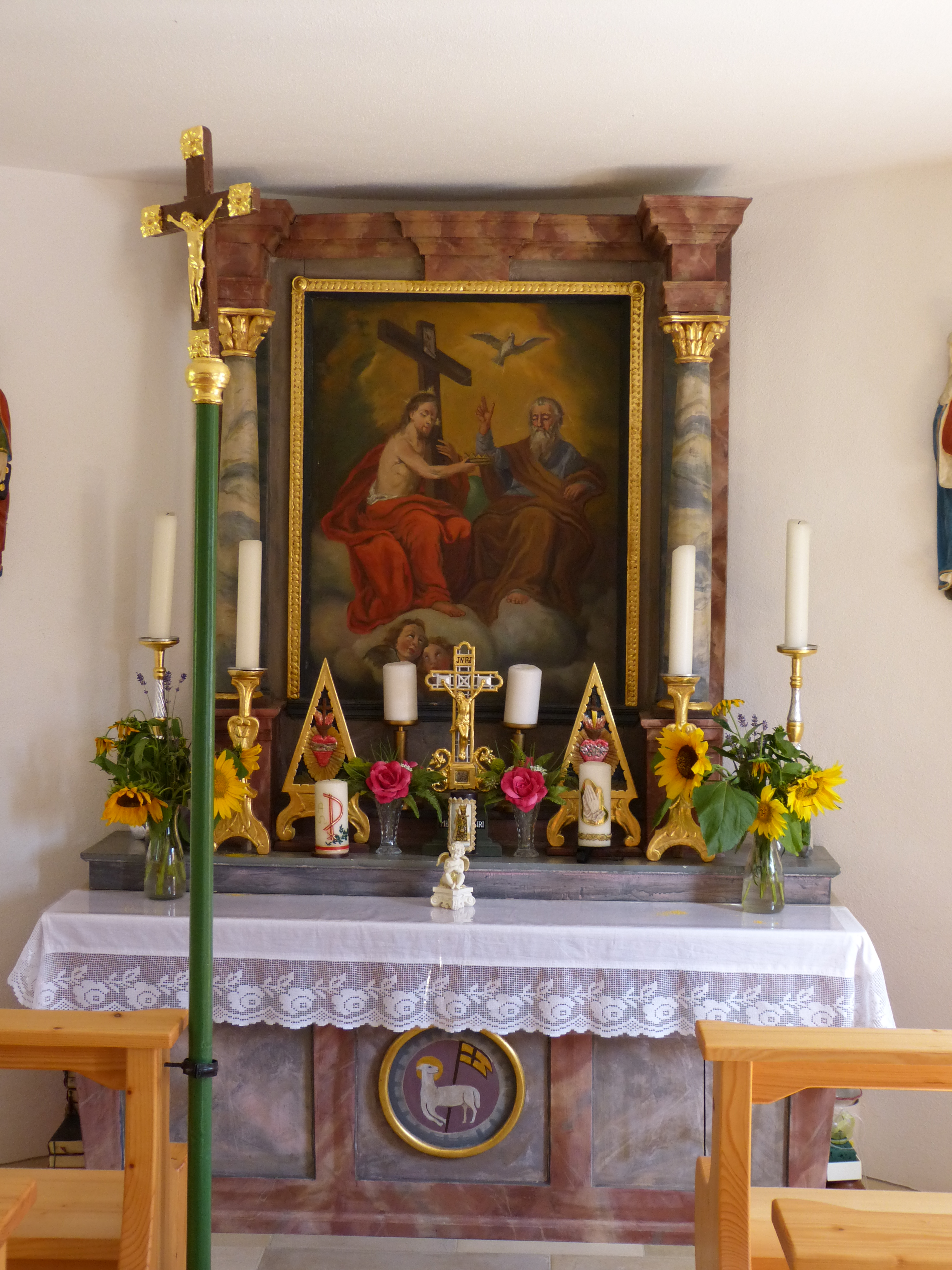
Altar
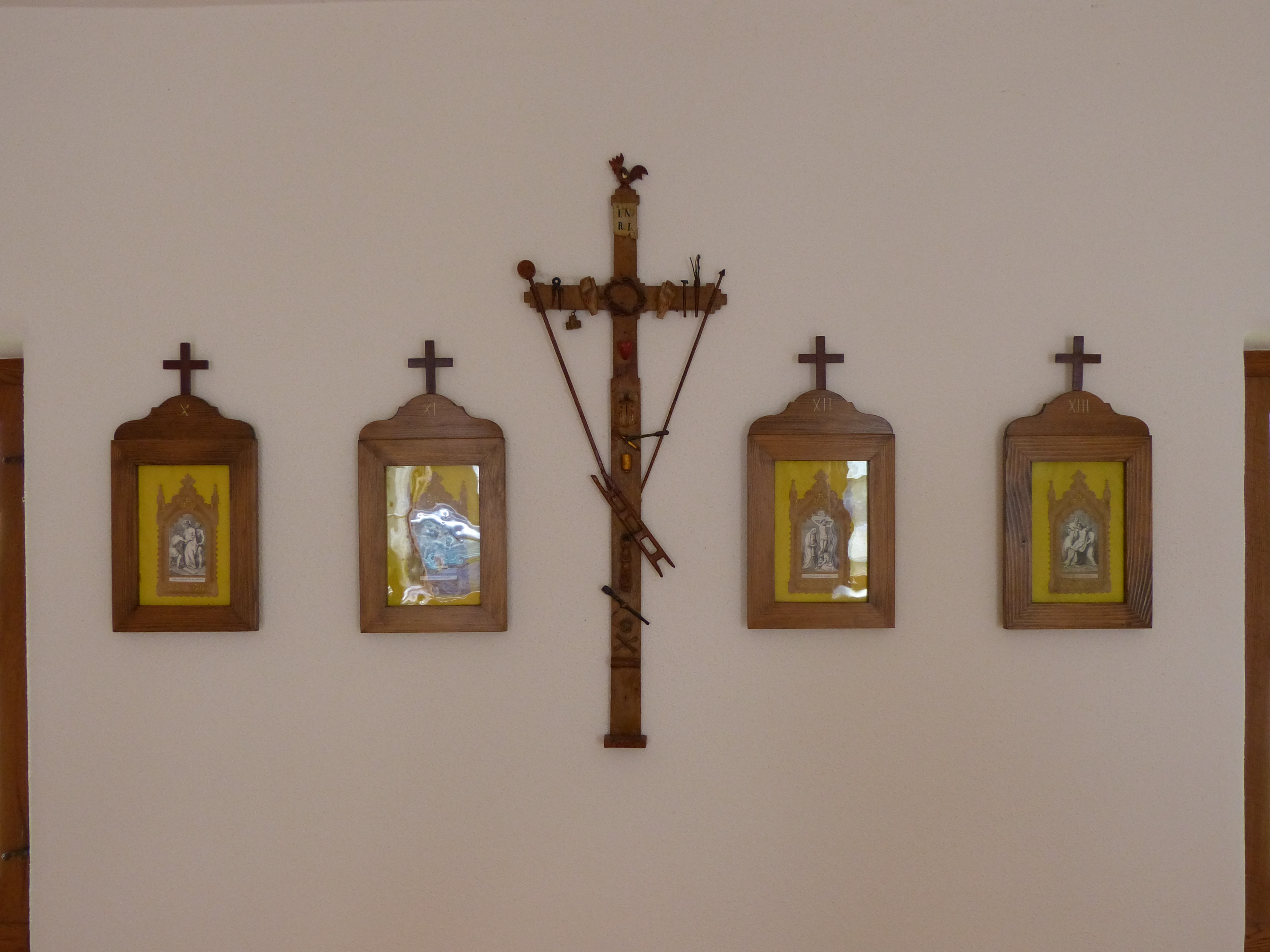
Arma-Christi-Kreuz, 19. Jahrhundert
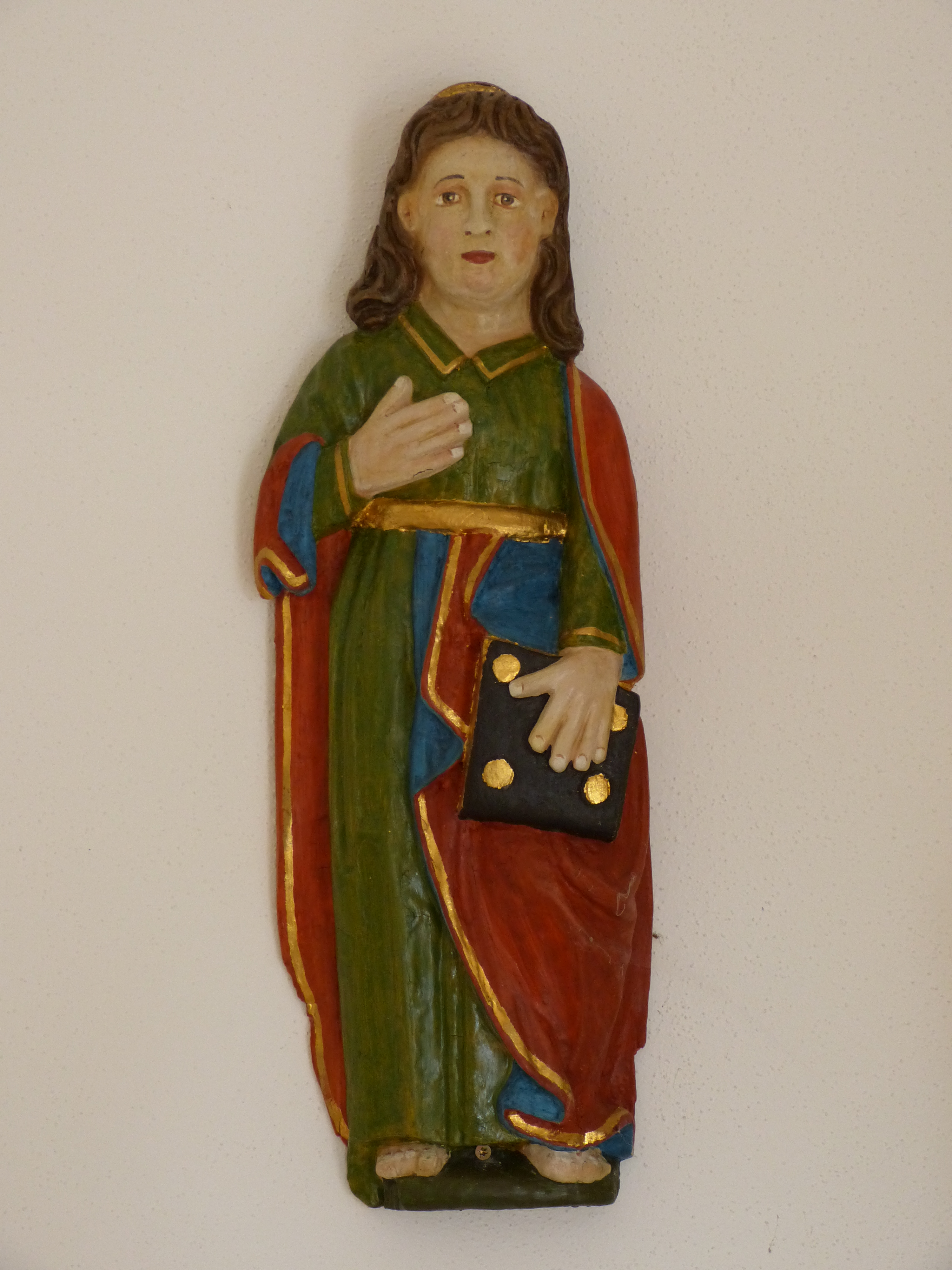
Reliefstatue